# Ⲋ
Cette page contient des caractères spéciaux ou non latins. S’ils s’affichent mal (▯, ?, etc.), consultez la page d’aide Unicode.
Ne doit pas être confondu avec la lettre grecque Stigma.
Ⲋ (minuscule : ⲋ), appelé soou ou sou, est une lettre de l’alphabet copte utilisée dans l’écriture du copte.

## Représentations informatiques
Le soou a été représenté avec les mêmes caractères que le stigma grec jusqu’à la publication d’Unicode 4.1 en mars 2005, à partir de laquelle il est représenté avec des caractères qui lui sont propres. Il peut donc être représenté à l’aide des caractères (Grec et copte, Copte) suivants, :
| lettres   | représentations | chaînes de caractères | points de code | descriptions                    | note               |
| --------- | --------------- | --------------------- | -------------- | ------------------------------- | ------------------ |
| majuscule | Ϛ               | Ϛ                     | U+03DA         | lettre majuscule grecque stigma | avant Unicode 4.1  |
| minuscule | ϛ               | ϛ                     | U+03DB         | lettre minuscule grecque stigma | avant Unicode 4.1  |
| majuscule | Ⲋ               | Ⲋ                     | U+2C8A         | lettre majuscule copte sou      | depuis Unicode 4.1 |
| minuscule | ⲋ               | ⲋ                     | U+2C8B         | lettre minuscule copte sou      | depuis Unicode 4.1 |